# Ariana DeBose
Ariana DeBose (Raleigh, 25 gennaio 1991) è un'attrice statunitense, vincitrice dell'Oscar alla miglior attrice non protagonista nel 2022.
Nel 2022 ottiene il plauso di pubblico e critica per la sua performance nel ruolo di Anita in West Side Story, per il quale ha vinto il Premio Oscar come miglior attrice non protagonista, il Golden Globe come migliore attrice non protagonista, il BAFTA come migliore attrice non protagonista e lo Screen Actors Guild Award come migliore attrice non protagonista.
Lo stesso anno viene inserita dalla rivista Time tra le 100 persone più influenti del pianeta.

## Biografia
Di origini afroamericane, portoricane ed italiane, Ariana DeBose è nata in North Carolina, figlia dell'insegnante di scuola media Gina DeBose. È entrata nel mondo dello spettacolo nel 2009 con il reality So You Think You Can Dance. Successivamente ha cominciato a recitare a teatro in musical come Hairspray in North Carolina e Company al Kennedy Center con Neil Patrick Harris nel 2011. Nell'autunno dello stesso anno si è unita al cast del tour statunitense di Bring It On, musical con cui DeBose ha fatto il suo debutto a Broadway nel luglio del 2012.
Nel 2013 è tornata a Broadway nel musical Motown, in cui interpretava Mary Wilson e Diana Ross, mentre nell'autunno dello stesso anno si è unita al cast di Pippin, sempre a Broadway. Dopo aver recitato nell'ensemble del musical per circa un anno, nel 2014 ha rimpiazzato Patina Miller nel ruolo della protagonista dello spettacolo. Nel 2015 ha lasciato il cast di Pippin per unirsi a quello di Hamilton in scena nell'Off Broadway; il musical si è rivelato un successo, ha vinto il Premio Pulitzer ed è stato riproposto a Broadway nell'autunno della 2015, con DeBose sempre nel cast. Per la sua interpretazione l'attrice ha ottenuto una nomination all'Astaire Award alla migliore ballerina ed è successivamente apparsa anche nell'adattamento cinematografico del musical, distribuito nel 2020 su Disney+.
Dopo aver recitato ancora a Broadway nel 2016 nel musical A Bronx Tale, nel 2018 ha interpretato una giovane Donna Summer nel musical Summer: The Donna Summer Musical; per la sua interpretazione ha ottenuto una nomination al Drama League Award e al Tony Award alla migliore attrice non protagonista in un musical. Successivamente, ha cominciato a recitare al cinema, venendo diretta da Ryan Murphy in The Prom e da Steven Spielberg in West Side Story, in cui ha interpretato il ruolo principale di Anita.. Il film è stato un insuccesso al botteghino e, per questo ruolo, Ariana DeBose ha vinto l'Oscar, diventando la seconda persona apertamente LGBTQ a vincerne uno in una categoria attoriale, il Golden Globe, lo Screen Actors Guild Award, il Critics' Choice Award e il BAFTA alla migliore attrice non protagonista. Nel 2023 tiene un concerto al London Palladium e torna a presentare la cerimonia dei Tony Award per la seconda volta; viene inoltre scelta dalla Disney per doppiare Asha, la protagonista del film d'animazione Wish, pellicola che segna il centenario della Walt Disney Company.
Nel 2024 ha interpretato Calypso nel film del Sony's Spider-Man Universe Kraven - Il cacciatore.

## Vita privata
DeBose è dichiaratamente queer.
Nel dicembre 2020, assieme a Jo Ellen Pellman ha lanciato la Unruly Hearts Initiative. L'iniziativa è stata creata per aiutare i giovani a entrare in contatto con organizzazioni ed enti di beneficenza che sostengono la comunità LGBTQ+.

## Filmografia

### Attrice

#### Cinema
- Hamilton, regia di Thomas Kail (2020)
- The Prom, regia di Ryan Murphy (2020)
- West Side Story, regia di Steven Spielberg (2021)
- Argylle - La super spia (Argylle), regia di Matthew Vaughn (2024)
- Kraven - Il cacciatore (Kraven the Hunter), regia di J. C. Chandor (2024)
- House of Spoils - Il sapore del male, regia di Bridget Savage Cole e Danielle Krudy (2024)
- Colpi d'amore (Love Hurts), regia di Jonathan Eusebio (2025)

#### Televisione
- Blue Bloods – serie TV, 1 episodio (2016)
- Schmigadoon! – serie TV, 6 episodi (2021)
- Westworld - Dove tutto è concesso (Westworld) – serie TV, 5 episodi (2022)

### Doppiatrice
- Wish, regia di Chris Buck e Fawn Veerasunthorn (2023)

## Teatro
- Bring It On: The Musical, libretto di Jeff Whitty, testi di Amanada Green, colonna sonora di Lin-Manuel Miranda e Tom Kitt, regia di Andy Blankenbuehler. Alliance Stage di Atlanta (2011)
- Company, libretto di George Furth, colonna sonora di Stephen Sondheim, regia di Lonny Price. Avery Fisher Hall di New York (2011)
- Hairspray, colonna sonora di Marc Shaiman, testi di Scott Wittman, libretto di Mark O'Donnell e Thomas Meehan, regia di Joshua Rhodes. Progress Energy Center di Raleigh (2011)
- Bring It On: The Musical, libretto di Jeff Whitty, testi di Amanada Green, colonna sonora di Lin-Manuel Miranda e Tom Kitt, regia di Andy Blankenbuehler. Tour statunitense (2011), St James Theatre di Broadway (2012)
- Motown: The Musical, libretto di Berry Gordy, colonna sonora di autori vari, regia di Charles Randolph-Wright. Lunt-Fontanne Theatre di Broadway (2013)
- Pippin, libretto di Roger O. Hirson, colonna sonora di Stephen Schwartz, regia di Diane Paulus. Music Box Theatre di Broadway (2013)
- Hamilton, libretto e colonna sonora di Lin-Manuel Miranda, regia di Thomas Kail. Public Theater dell'Off-Broadway, Richard Rodgers Theatre di Broadway (2015)
- Les Misérables, libretto di Alain Boublil e Herbert Kretzmer, colonna sonora di Claude-Michel Schonberg, regia di Terrence Mann. Harriet S. Jorgensen Theatre di Storrs (2015)
- A Bronx Tale, libretto di Chazz Palminteri, testi di Glenn Slater, colonna sonora di Alan Menken, regia di Jerry Zaks e Robert De Niro. Longacre Theatre di Broadway (2016)
- Summer: The Donna Summer Musical, libretto di Colman Domingo e Robert Cary, colonna sonora di autori vari, regia di Des McAnuff. La Jolla Playhouse di La Jolla (2017), Lunt-Fontanne Theatre di Broadway (2018)

## Riconoscimenti
- Premio Oscar
  - 2022 – Miglior attrice non protagonista per West Side Story
- Golden Globe
  - 2022 – Migliore attrice non protagonista per West Side Story
- Premio BAFTA
  - 2022 - Migliore attrice non protagonista per West Side Story
  - 2022 – Candidatura alla migliore stella emergente per West Side Story
- Primetime Emmy Awards
  - 2023 – Candidatura al miglior varietà speciale (dal vivo) per 75th Tony Awards
- Tony Award
  - 2018 – Candidatura alla miglior attrice non protagonista in un musical per Summer: The Donna Summer Musical
- Screen Actors Guild Award
  - 2022 – Migliore attrice non protagonista cinematografica per West Side Story
- Chicago Film Critics Association
  - 2021 – Candidatura alla miglior attrice non protagonista per West Side Story
  - 2021 – Candidatura alla miglior performance rivelazione per West Side Story
- Critics' Choice Award
  - 2022 – Miglior attrice non protagonista per West Side Story
- Florida Film Critics Circle
  - 2021 – Miglior attrice non protagonista per West Side Story
- Los Angeles Film Critics Association Award alla miglior attrice non protagonista
  - 2021 – Candidatura alla miglior attrice non protagonista per West Side Story
- New York Film Critics Online
  - 2021 – Miglior performance rivelazione per West Side Story
- NAACP Image Awards
  - 2022 – Candidatura alla migliore interpretazione rivelazione per West Side Story
  - 2024 – Candidatura al miglior doppiaggio cinematografico per Wish
- Washington D.C. Area Film Critics Association
  - 2021 – Candidatura alla miglior attrice non protagonista per West Side Story

## Doppiatrici italiane
Nelle versioni in italiano delle opere in cui ha recitato, Ariana DeBose è stata doppiata da:
- Erica Necci in West Side Story, Westworld - Dove tutto è concesso, Colpi d'amore
- Roisin Nicosia in The Prom
- Silvia Alfonzetti in Schmigadoon!
- Sara Crestini in Argylle - La super spia
- Eva Padoan in Kraven - Il cacciatore

Da doppiatrice è sostituita da:
- Gaia in Once Upon a Studio, Wish
- Eva Padoan in Fraggle Rock: ritorno alla grotta